# Roewe 360
La Roewe 360, chiamata anche MG 360, è un'autovettura prodotto dalla casa automobilistica cinese Roewe a partire dal 2015. 

## Caratteristiche

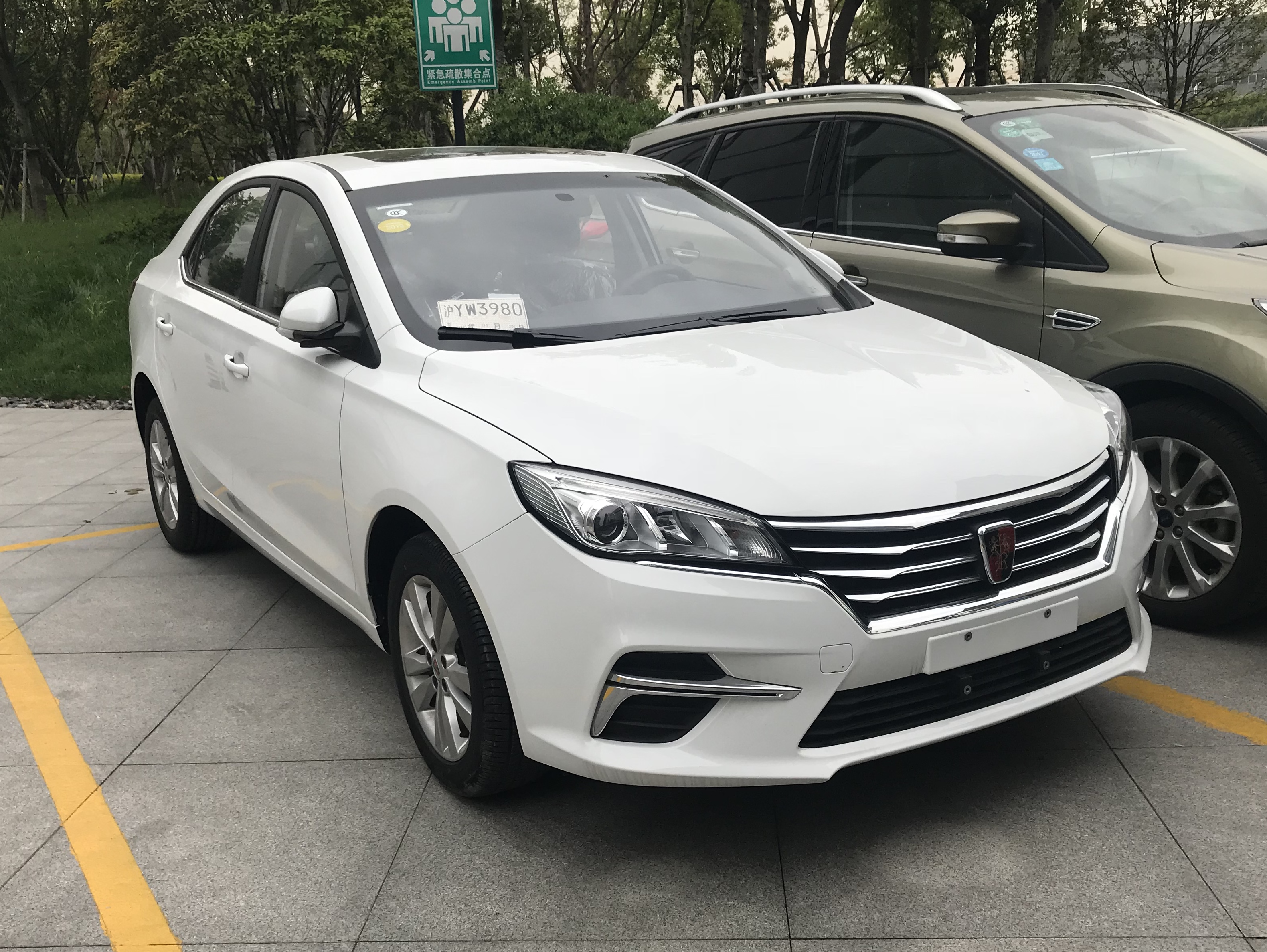
Roewe 360 Plus

La Roewe 360 è stata introdotta nel 2015, per sostituire la berlina compatta Roewe 350. La 360 adotta motori e trasmissioni di derivazione General Motors, in comune con la Chevrolet Cruze venduta in Cina.

### Roewe 360 Plus
La Roewe 360 ha ricevuto un piccolo restyling nel 2017, in cui sono stati modificati i paraurti anteriori, i fari e la griglia simile a quella delle Roewe RX3, RX5, i6e e 950; anche interno è stati rivisto, con un nuovo infotainment da 8 pollici. Inoltre è stato anche modificato il nome in 360 Plus.